# Quận Franklin, Kansas
Quận Franklin là một quận thuộc tiểu bang Kansas, Hoa Kỳ.
Quận này được đặt tên theo. Theo điều tra dân số của Cục điều tra dân số Hoa Kỳ năm 2009, quận có dân số 26.441 người. Quận lỵ đóng ở Ottawa.6 Quận này thuộc vùng đô thị Kansas City.